# Boeing 720
Boeing 720 — реактивний пасажирський лайнер. Зроблений на основі Boeing 707.

## Тактико-технічні характеристики
- Екіпаж: 4
- Пасажиромісткість: 167
- Довжина: 41,68 м
- Висота: 12,62 м
- Розмах крила: 39,88 м
- Площа крила: 234,0 м ²
- Двигун: 4 Pratt & Whitney JT3C-7 с тягой по 53,3 kN